# Daxi-Kultur
Die Daxi-Kultur (chinesisch 大溪文化, Pinyin Dàxī Wénhuà, englisch Daxi Culture) ist eine neolithische Kultur in China. Der Name stammt von der im Jahr 1959 entdeckten Daxi-Stätte im Kreis Wushan (巫山县), Provinz Sichuan (das heute zu Chongqing gehört). Sie war hauptsächlich am Mittleren Jangtsekiang verbreitet, im gebirgigen Gebiet von West-Hubei und Ost-Chongqing, um den Dongting-See (Hunan) und einen Teil der Jiang-Han-Ebene. Mehrere Ausgrabungen in der zweiten Hälfte des 20. Jahrhunderts förderten reich ausgestattete Gräber mit Grabbeigaben aus Knochen, Jade, Steinwerkzeugen sowie meist rote Töpferarbeiten zutage. Sie wird auf die Jahre 4400–3300 v. Chr. datiert.
Das Wirtschaftsleben bestand hauptsächlich aus Reisanbau. Auch Fisch spielte bei der Ernährung eine Rolle. Die Kultur wird dem Fan-dao-geng-yu 饭稻羹鱼-Typ zugerechnet, wobei im Nassreisfeld gleichzeitig Fische (und Enten) gezüchtet werden. Die Tierzucht war bereits relativ vollständig entwickelt, es wurden Schweine, Hunde, Rinder, Schafe und Hühner gezüchtet.
Weitere bedeutenden Stätten der Daxi-Kultur sind die Chengtoushan-Stätte (城头山遗址 / 城头山,  Chengtoushan yizhi) im Kreis Li (澧县) in Hunan, die seit 1996 auf der Liste der Denkmäler der Volksrepublik China steht (4-17), sowie die Sanyuangong-Stätte (Sānyuángōng yízhǐ 三元宫遗址) in Hunan und die Guanmiaoshan-Stätte (Guānmiàoshān yízhǐ 关庙山遗址) in Hubei.
Die im Tal des Jangtsekiang gelegene Stätte von Daxi wird durch den Drei-Schluchten-Damm in den Fluten versinken.